# Diecezja Belfort-Montbéliard
Diecezja Belfort-Montbéliard – diecezja Kościoła rzymskokatolickiego we wschodniej Francji, w metropolii Besançon. Została erygowana 3 listopada 1979 na obszarze należącym wcześniej do archidiecezji Besançon. Zarówno katedra diecezjalna, jak i kuria biskupia znajdują się w Belfort.

## Podział administracyjny diecezji
Parafie diecezji Belfort-Montbéliard zorganizowane są w 8 następujących dekanatach:
- Dekanat Giromagny et de Rougemont-le-Château
- Dekanat Chèvremont
- Dekanat Belfort
- Dekanat d'Héricourt
- Dekanat de Charmont - Montbéliard
- Dekanat d'Hérimoncourt - Mandeure
- Dekanat de l'Isle-sur-le-Doubs - Pont-de-Roide
- Dekanat Delle-Beaucourt

## Główne świątynie[4]
- Katedra: Bazylika katedralna św. Krzysztofa w Belfort

## Biskupi diecezjalni[4]
- Eugène Lecrosnier (1979–2000)
- Claude Schockert (2000–2015)
- Dominique Blanchet (2015–2021)
- Denis Jachiet (od 2021)